# Cabo Domingo
El cabo Domingo, o cabo Santo Domingo, es un accidente geográfico situado en el mar Argentino del océano Atlántico, en el sector este de la isla Grande de Tierra del Fuego, en la región austral de América del Sur. Pertenece al departamento Río Grande, de la provincia de Tierra del Fuego, Antártida e Islas del Atlántico Sur en el sur de la Patagonia argentina. Se encuentra localizado en las coordenadas: 53°41′17.38″S 67°50′50.28″O / -53.6881611, -67.8473000, a aproximadamente 15 km al noroeste del área céntrica de la ciudad de Río Grande. Posee costas barrancosas, rodeadas de otras más bajas, arenosas y limosas, con abundantes guijarros. Presenta notables amplitudes de marea.

## Descripción geográfica

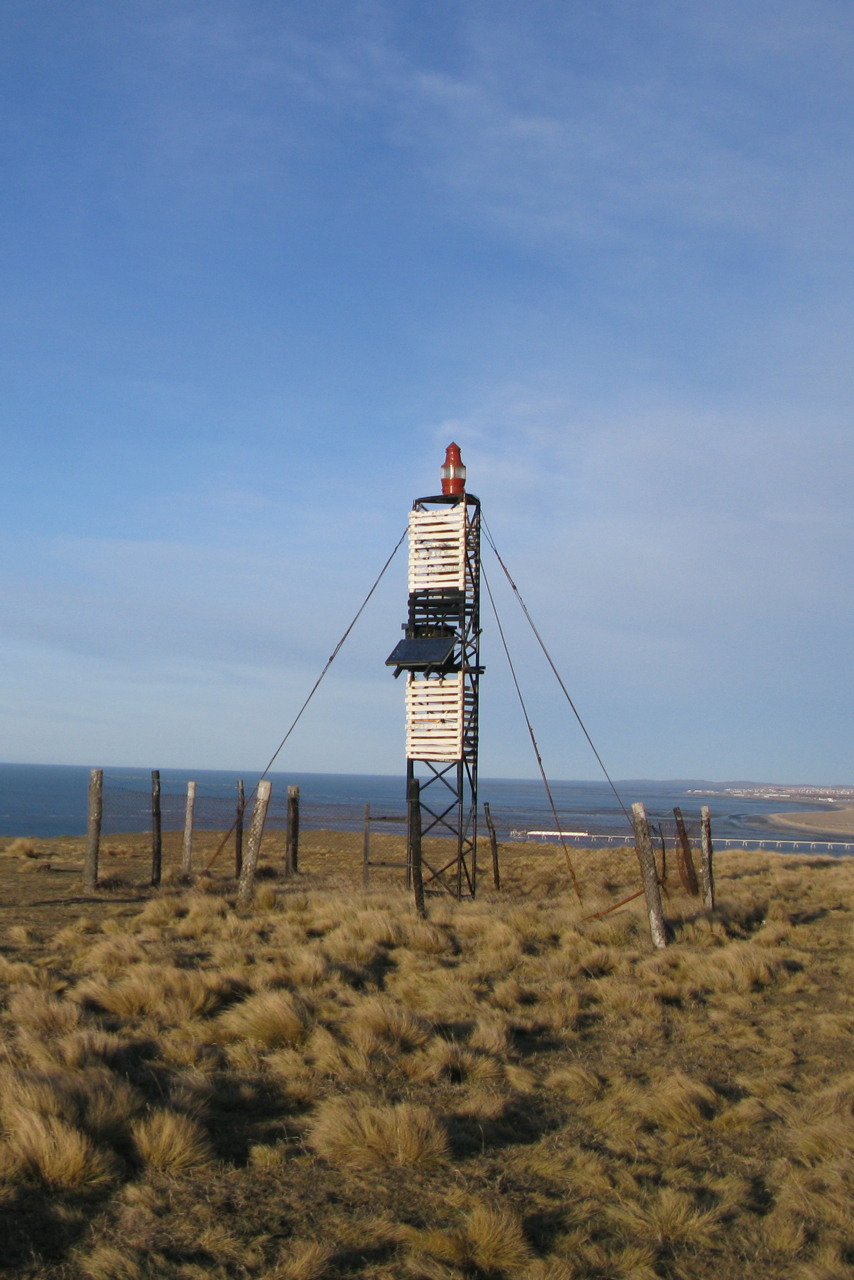
La parte superior del cabo Domingo, donde se encuentra ubicado un faro del mismo nombre.

El cabo Domingo es un promontorio que penetra levemente en el mar, mediante un monte de una altitud de 90 m s. n. m., que es la cumbre de un pequeño cordón litoral, el cual destaca mucho más de su derredor por estar rodeado por lagunas y pastizales situados sobre una llanura muy próxima al nivel marino. Este cabo sobresale en un tramo costero de orientación general noroeste-sudeste.
Geológicamente su estructura está compuesta por sustratos marinos sin deformar del Terciario superior, y sedimentos continentales del cuaternario. 
Hacia el norte del cabo se encuentra la desembocadura del río Chico; hacia el interior se ubica la «laguna del Flamenco»; hacia el sur se encuentra a 2500 metros la obra portuaria inconclusa denominada «Puerto Caleta La Misión», frente a este la isla de los Lobos. Finalmente, a 5 km al sudeste se encuentra el complejo educativo, cultural e histórico denominado Misión Salesiana «Nuestra Señora de la Candelaria», fundado por la congregación religiosa de los Salesianos de Don Bosco.
Características climáticas

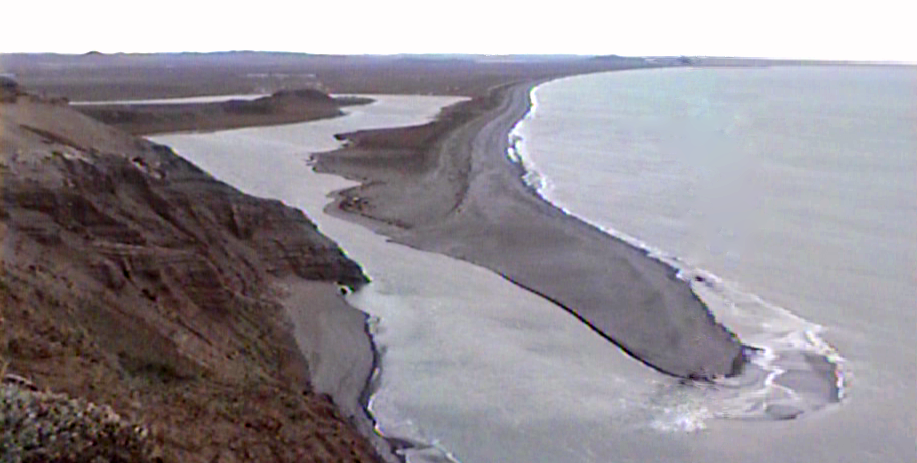
Desembocadura del río Chico en el mar Argentino, vista desde la cumbre del morro del cabo Domingo.

Es una zona de las más ventosas del planeta, con vientos fuertes que soplan durante todo el año, más aún durante la primavera, principalmente del cuadrante oeste y sudoeste, pudiendo superar los 100 km/h.
El clima es semihúmedo, con una temperatura media anual de unos 5,5 °C, las precipitaciones anuales (uniformemente distribuidas) rondan los 360 mm, siendo las invernales en forma de nieve. En la clasificación de Papadakis se lo incluye en el clima estépico de «pradera patagónica», muy favorable para la producción de pasto y para la ganadería ovina.
Características oceanográficas
Las amplitudes de marea son notables en el área, llegando a un máximo cercano a los 10 m. Durante la pleamar las aguas marinas golpean la base del acantilado que contiene al cabo, pero la bajamar deja expuesto en forma de restingas el fondo de una importante superficie marina. Las olas llegan a alturas de entre 7 y 10 m.

### Características biológicas
Las playas de su base sirven como estación final de descanso y alimentación en el verano austral para las enormes migraciones de aves limícolas neárticas, como chorlos y playeros, los que llegan allí todos los años. En la cercana isla de los Lobos se encuentra un apostadero de lobos marinos de un pelo (Otaria flavescens), además de numerosas especies de aves marinas costeras. 
Fitogeográficamente se encuentra en la región de las estepas magallánicas del sector norte de la isla Grande, pertenecientes al distrito fitogeográfico patagónico fueguino de la provincia fitogeográfica patagónica.
Ecorregionalmente pertenece a la ecorregión terrestre pastizales patagónicos, mientras que sus aguas oceánicas se incluyen en la ecorregión marina plataforma patagónica.

### Biodiversidad

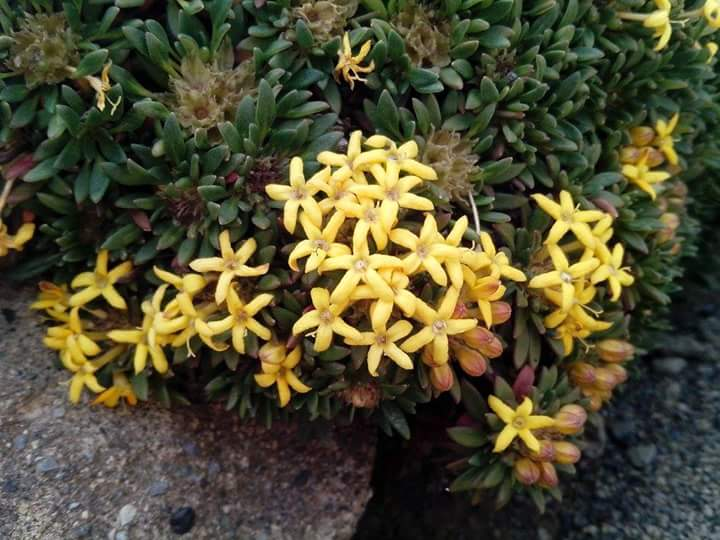
Oxalisenneaplylla.

El Cabo Domingo forma parte de la Reserva Costa Atlántica que es una línea imaginaria(vista desde arriba) que ocupa desde la Bahía San Sebastián hasta la desembocadura del Río Ewan.  Su límite es el mar en la máxima marea, varia según la época del año y hasta allí se extiende la jurisdicción del gobierno provincial.  En el Cabo se puede encontrar en el recorrido que predomina un tipo de pastizal (coiron) que lo recubre; se pueden advertir especies como: la flor de chocolate (nassauvia magellanica), mataverde, maillico (caltha sagittata) edilweis fueguino, (perezia magellanica), cuernecita (serasttium arvense), nanodea muscosa , siempreviva (armenia marítima), flor de achicoria, gavilea kingii, llallante (geum- magellanicom) calafate (barberis microphylla), ojo de agua (oxalisenneaplylla), canchalagua.  El suelo esta tapizado de helechos, achicoria, tréboles cubriendo como el manto que lo recubre en toda su extensión.

## Faro

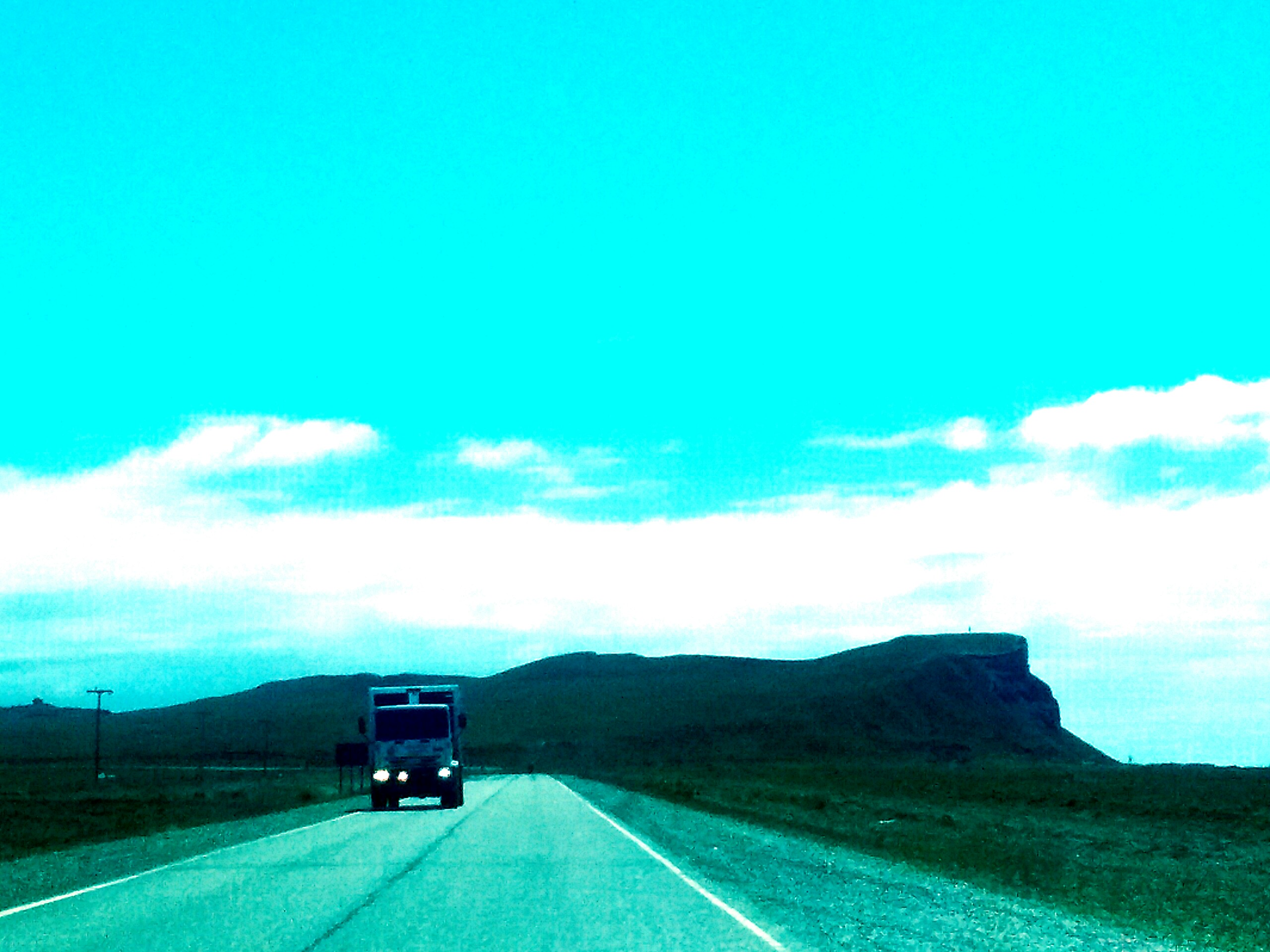
El cabo desde Ruta 3. Poco visible en su parte superior contra el mar su faro

En su cumbre se encuentra el Faro Cabo Domingo de la Armada Argentina. Funciona de manera automática, ya que no cuenta con personal que lo habite. Este faro fue construido en enero de 1933.

## Masacre del cabo Domingo
En la playa sur de este cabo ocurrió en la primera década del siglo XX la célebre matanza denominada «La masacre de la playa de Santo Domingo», perpetrada por Alejandro Maclennan el «Chancho Colorado», administrador de las estancias de José Menéndez. Luego de hostigar durante un tiempo a la numerosa tribu de amerindios selknam que vivía en la zona, los invita a un banquete para sellar un acuerdo de paz. Durante el mismo, Maclennan sirve grandes cantidades de vino. Al comprobar que la mayoría de los indígenas se han embriagado, en especial los hombres, se aleja del lugar y ordena a sus ayudantes, apostados en las colinas, abrir fuego contra toda la tribu. Quedan en la playa alrededor de 300 a 400 muertos.

## Acceso
Se accede mediante la ruta nacional 3, ya que queda a pocos metros hacia el norte de esta. Se puede subir fácilmente hasta la punta del cabo y cumbre del monte, ya que su ladera interior es de suave pendiente; como contraparte, la ladera que cae al mar es un abrupto acantilado. Se encuentra en campos del establecimiento «Misión Salesiana».    